# بوژانا پوپویچ
بوژانا پوپویچ (انگلیسی: Bojana Popović؛ زادهٔ ۲۰ نوامبر ۱۹۷۹) بازیکن هندبال اهل مونته‌نگرو است.